# Chase Lucas
Chase Lucas (Chandler, Arizona, 4 de marzo de 1997) es un jugador profesional estadounidense de fútbol americano que se desempeña en la posición de cornerback en Detroit Lions, equipo de la National Football League (NFL).

## Carrera
Fue seleccionado en la séptima ronda en la Reunión Anual de Selección de Jugadores de la NFL de 2022. Hizo su debut profesional con el equipo Detroit Lions, donde lleva jugando dos temporadas.